# Alloporus nigricollis
Alloporus nigricollis är en mångfotingart som beskrevs av Christoph D. Schubart 1947. Alloporus nigricollis ingår i släktet Alloporus och familjen Spirostreptidae. Inga underarter finns listade i Catalogue of Life.